# Joseph von Kirschbaum

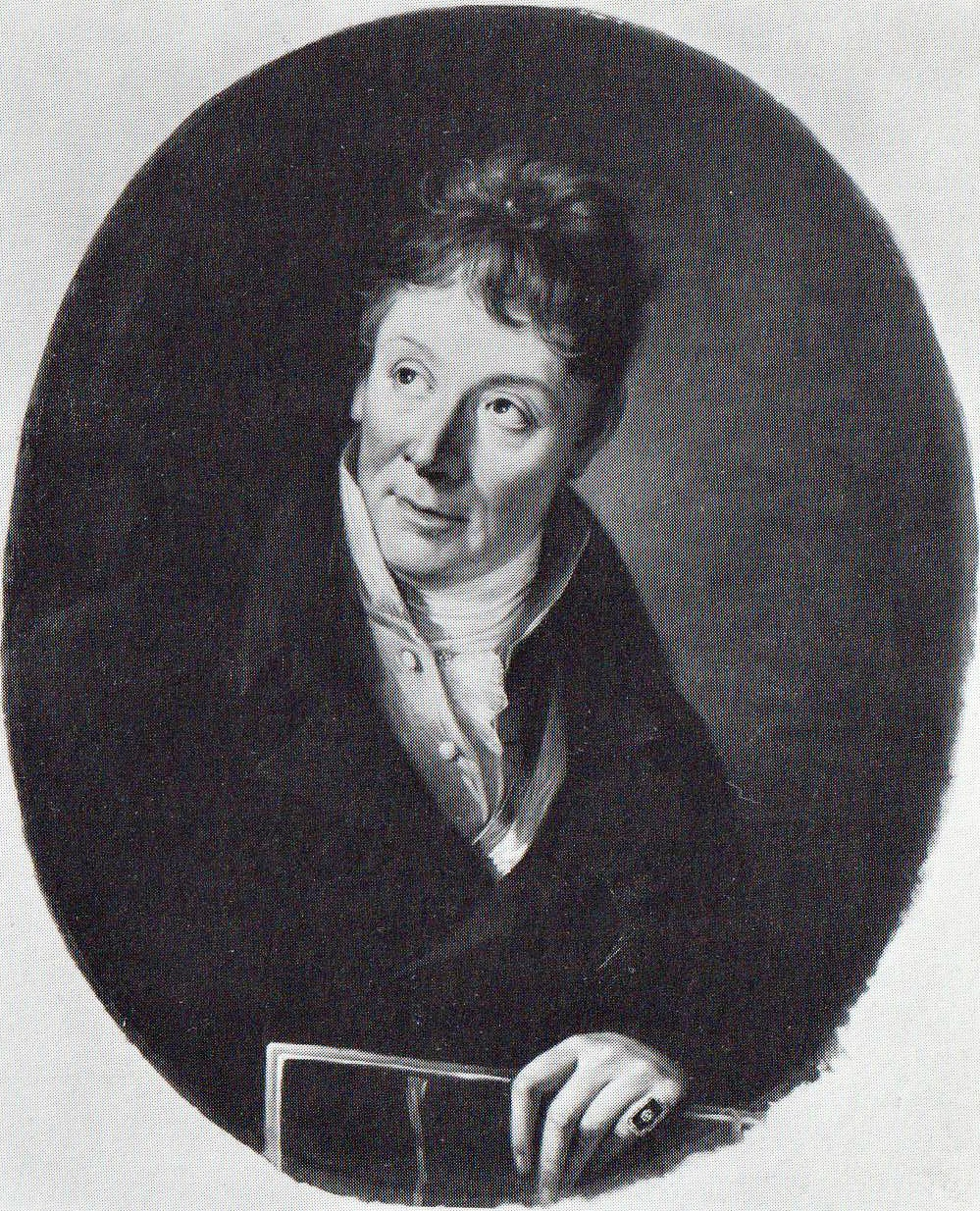
Joseph von Kirschbaum, gemalt von Joseph Hauber

Joseph von Kirschbaum (* 22. Juni 1758 in Heidelberg; † 7. Oktober 1848 in München) war ein Jurist, Professor der Rechtslehre und Hofmeister bzw. Erzieher des späteren Königs Ludwig I. von Bayern.

## Leben und Wirken
Er wurde geboren als Sohn von Johann Jakob Joseph Kirschbaum (1721–1804), ordentlicher Professor der Rechtslehre an der Universität Heidelberg und dessen Frau Maria Johanna Antonia geb. Hennemann († 1766). 
Nach einem Studium in Heidelberg und Göttingen ging Kirschbaum nach Frankreich, wo er als Professor an der königlichen Kriegsschule von Vendôme Staatsrecht  unterrichtete. Infolge der Französischen Revolution kehrte er in die Heimat zurück. 
Auguste Wilhelmine von Hessen-Darmstadt, die Gattin des Pfalzgrafen Maximilian Joseph von Zweibrücken, dem späteren König Max I. Joseph von Bayern, wählte Joseph von Kirschbaum 1793 zum Erzieher und Hofmeister ihres erstgeborenen Sohnes Ludwig (später König Ludwig I. von Bayern) aus. Gleichzeitig wirkte mit ihm ein religiöser Erzieher, der katholische Priester Joseph Anton Sambuga (1752–1815) und die der Familie intim vertraute Hofrätin Louise Weyland (1758–1837).  Der Geistliche Sambuga war auf Vorschlag Kirschbaums zum Miterzieher ernannt worden.
Joseph von Kirschbaum blieb 12 Jahre lang als Erzieher und Berater an der Seite des Prinzen und genoss bis zu seinem Lebensende dessen respektvolles Vertrauen. 1802 begleitete er ihn zum Studienaufenthalt nach Göttingen, 1805 nach Italien. Überdies war Kirschbaum ein großer Kunstsammler und Kunstfreund, was mit den Neigungen seines Zöglings übereinstimmte. Seine Sammlung von 611 Gemälden, 483 Zeichnungen, 3000 Kupferstichen und  241 sonstigen Antiquitäten wurde 1851 in München aus der Erbmasse versteigert. König Ludwig I. erwarb dabei ein Porträt seines Erziehers, gemalt von Joseph Hauber. 
Kirschbaum war Ritter des Ordens vom Pfälzer Löwen, wurde 1799 Geheimrat, 1807 Mitglied der Bayerischen Akademie der Wissenschaften und 1814 in den erblichen Adelsstand erhoben. Laut Todesanzeige trug er an seinem Lebensende das Großkreuz des Verdienstordens der Bayerischen Krone und stand im Rang eines Bayerischen Staatsrates. 
Sein Bruder Anton Maria Joseph Nepomuk Kirschbaum (1775–1853), in dessen Namen auch die Todesanzeige erschien, war bayerischer Generalleutnant. Dessen Enkel Generalmajor Maximilian von Kirschbaum (1862–1916) fungierte im Ersten Weltkrieg als Kommandeur der 6. Bayerischen Infanteriedivision.